# St-Jean-le-Rond de Paris

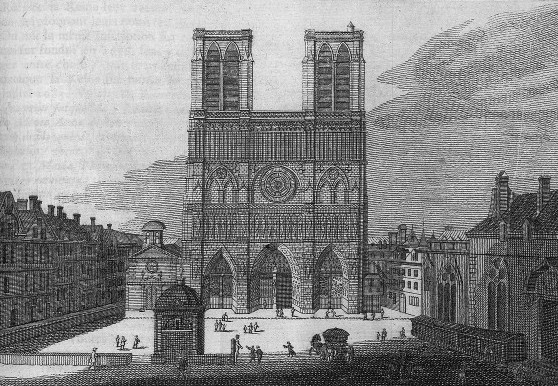
Die ehemalige Kirche St-Jean-le-Rond de Paris neben der Kathedrale Notre-Dame de Paris

Saint-Jean-le-Rond war eine Pfarrkirche neben dem nördlichen Turm des Westwerkes der Kathedrale Notre-Dame de Paris in Paris (4. Arrondissement). Sie diente bis zu ihrem Abbruch als Taufkapelle.
Die Baugeschichte der Kirche reicht bis ins 13. Jahrhundert zurück.
Im 17. Jahrhundert wurde die gotische Fassade durch eine klassizistische ersetzt.
1748 wurde die Kirche abgerissen, das verwendbare Abbruchmaterial wurde 1751 bei der Restaurierung des Portals zum Kreuzgang von Notre Dame durch Germain Boffrand verwendet.
Dieser Kirche, auf deren Treppen er im Jahr 1717 als Findelkind aufgefunden wurde, verdankte der Mathematiker Jean le Rond d’Alembert seinen Vornamen.
Victor Hugo, der den  Sakralbau nicht mehr gekannt hat, beschrieb ihn in seinem 1831 erschienenen Roman Der Glöckner von Notre-Dame (frz.: Notre-Dame de Paris).